# Pombeiro da Beira
Pombeiro da Beira ist eine Kleinstadt (Vila) und Gemeinde in Portugal.

## Geschichte
König D. Manuel gab dem Ort am 10. November 1513 Stadtrechte. Der Ort wurde damit Sitz eines eigenen Verwaltungskreises, der aus den zwei Gemeinden Pombeiro da Beira und São Martinho da Cortiça bestand.
Im Zuge der Verwaltungsreformen nach dem liberalen Miguelistenkrieg 1834 wurde der Kreis Pombeiro da Beira 1836 aufgelöst und Arganil angegliedert.

## Verwaltung
Pombeiro da Beira ist Sitz einer gleichnamigen Gemeinde (Freguesia) im Kreis (Concelho) von Arganil im Distrikt Coimbra. In ihr leben 903 Einwohner auf einer Fläche von 33 km² (Stand 19. April 2021).
Folgende Ortschaften liegen im Gemeindegebiet:
| - Alagoas - Alcaria - Aldeia Nova - Arroca - Aveia - Azenha - Bufalhão - Casal do Frade - Chapinheira - Chãs Grandes | - Couços - Covais - Eira Velha - Estrela do Norte - Lomba - Murganheira - Picadouro - Pombeiro da Beira - Portela do Vale Diogo - Póvoa da Rainha Santa | - Priados - Ribeira de Aveia - Roda - Salgueiral - Sarnadela - Servo - Vale de Monteiro - Vale Diogo - Vale do Travesso - Vilarinho de Alva |

## Website
- Offizielle Website der Gemeindeverwaltung Pombeiro da Beira
- Webseite zu Pombeiro da Beira bei der Kreisverwaltung Arganil
- Eintrag zu Pombeiro da Beira in den Mapas de Portugal